# 里洞镇
里洞镇，是中华人民共和国广东省云浮市新兴县下辖的一个乡镇级行政单位。

## 行政区划
里洞镇下辖以下地区：
里洞社区、里江村、黄窝村、红卫村、葛冲村、梧洞村、鹅石村和洛洞村。